# Жак (Румунія)
Жак (рум. Jac) — село у повіті Селаж в Румунії. Входить до складу комуни Кряка.
Село розташоване на відстані 377 км на північний захід від Бухареста, 11 км на схід від Залеу, 52 км на північний захід від Клуж-Напоки.

## Населення
За даними перепису населення 2002 року у селі проживали 770 осіб, усі — румуни. Усі жителі села рідною мовою назвали румунську.